# El charro del misterio
El charro del misterio es una película mexicana de 1980 dirigida por José Juan Munguía y protagonizada por José Martín, Alicia Juárez, Julio Aldama, Alfredo Gutiérrez, Beatriz Adriana y Alfonso Munguía.

## Argumento
Marcos (José Martín) es un charro viudo que vive junto a sus hijos Francisco (Alfonso Munguía) y Graciela (Beatriz Adriana). Marcos le explica a sus hijos que en su tiempos era un tahúr del juego, pero que lo dejó por el sufrimiento que le causó a su difunta esposa.
El éxito de Marcos atrae la atención de Damián Chalena (Alfredo Gutiérrez) y su mano derecha, el Cortado (Julio Aldama). Un día, Chalena reta a Marcos a un juego de póquer. Marcos acepta, a pesar de estar consciente de que con ello romperá la promesa que le hizo a su esposa difunta, y lo derrota. Sin embargo, furioso tras haber sido vencido, Chalena asesina a los hijos y empleados de Marcos durante su ausencia, mientras que unos empleados de Chalena hieren a Marcos después de que éste se da cuenta de lo sucedido y es dado por muerto.
Es allí cuando un misterioso charro enmascarado, haciéndose llamar «El charro del misterio», aparece para vengar esas muertes. El charro se erige como un defensor de los desvalidos, mientras al mismo tiempo se hace fama como cantante, iniciando una relación con la también cantante Alicia Juárez (Alicia Juárez, interpretando una versión ficticia de ella misma), hasta que finalmente se cruza de Chalena.

## Reparto
- José Martín como Marcos / El charro del misterio.
- Alicia Juárez como Alicia Juárez.
- Julio Aldama como Cortado.
- Alfredo Gutiérrez como Damián Chalena.
- Beatriz Adriana como Graciela.
- Alfonso Munguía como Francisco.
- Armando Soto La Marina como Melquiades (como Armando Soto La Marina "El Chicote").
- Bruno Rey como Nabor Montes.
- Jesús Gómez como Hombre asesinado.
- Ramón Vallarino
- Lauro Salazar
- Douglas Sandoval
- Norma Lazareno
- Chayito Valdez